# Зак Бейрд
Захарія Бейрд  (16 лютого 1971, Оранж Каунті, Каліфорнія) — клавішник і піаніст, нині співпрацює з групою Korn. Відомо, що Зак любить грати на синтезаторах Роберта Муґа.

## Ранні роки
Зак Бейрд закінчив школу мистецтв Booker T. Washington High School for the Performing and Visual Arts у Даллас. Цю школу також закінчували інші артисти , такі як музиканти Едді Брікелл, Еріка Баду, джаз-музикант Рой Гарґроув і співачка Нора Джонс.

## Музична кар'єра
Першим проєктом Зака була група BillyGoat, до якої Зак приєднався в 1990 і став членом групи на шість років. Протягом цих років Зак заснував кілька проєктів і груп, включаючи:
- Cottonmouth Texas
- Decadent Dub Team
- HairyApesBMX
- Maimou

Бейрд співпрацював з музикантами найрізноманітніших жанрів , включаючи Едді Брікелла, Everlast, Evanescence (здійснював программинг для дебютного альбому  Fallen), Коліна Хея, Деніеля Паутера, Майка Діллона і Стоуна Ґоссарда.
Зак був на прослуховуванні у Nine Inch Nails. За його словами, це було дуже дивне прослуховування.
|  | Я так і не зустрівся з Трентом Резнором. Я просто грав на тлі підготовленої запису. Вони обладнали робоче місце таким чином, що навколо не було нікого, жодного музиканта, а хлопці з гурту у повному складі сиділи на темному балконі, де я навіть не міг їх побачити. Принаймні я думаю, що вони там сиділи. Це було досить містично |

.
Також Зак Бейрд прослуховувався у лауреата Греммі, альтернативного виконавця Бека і описав це як дуже сильне враження.
|  | Спробувати себе у групі Бека було круто. Він розташувався в невеликій прохолодній кімнаті, і ми експериментували з п'ятьма або шістьма його піснями |

Нещодавно Зак попрацював з групою Korn, виступаючи з ними в турі по всьому світу, присвяченому альбому See You on the Other Side, приховуючи своє обличчя під час виступів під маскою коня, і в турі Family Values Tour. Також Зак тимчасово приєднався до групи для запису восьмого студійного альбому.
Співпраця з Korn і робота над його попередніми проєктами досить сильно різнилися: 9 грудня 2006 Бейрд виступив з групою на концерті MTV Unplugged граючи на піаніно.

## Вибрана дискографія
- 1992 — «Bush Roaming Mammals» — BillyGoat
- 1994 — «Live at the Swingers Ball» — BillyGoat
- 1995 — «Black & White» — BillyGoat
- 1997 — «Anti-Social Butterfly» — Cottonmouth, Техас
- 1999 — «The Right To Remain Silent» — Cottonmouth, Техас
- 2000 — «Expatriape» — HairyApesBMX
- 2001 — «Out Demons» — HairyApesBMX
- 2001 — «Bayleaf» — Stone Gossard
- 2002 — «Ultimate Collection» — Едді Брікл і New Bohemians
- 2002 — «Slow Drip Torture» — Maimou
- 2003 — «Fallen» — Evanescence *2004 — «Persephonics» — Maimou
- 2005 — «Just Like Heaven» — Саундтрек до фільму «Между небом и землёй»
- 2006 — «Chopped, Screwed, Live and Unglued» — Korn
- 2007 — «MTV Unplugged: Korn» — Korn
- 2007 — «Untitled (альбом Korn)» — Korn
- 2007 — «Alone I Play» — Джонатан Девіс
- 2008 — Невідомий студійний альбом — Джонатан Девіс